# Alfons och odjuret
Alfons och odjuret är en barnbok skriven av Gunilla Bergström 1978. Den är en i serien av böcker som handlar om Alfons Åberg och är utgiven av Rabén & Sjögren Bokförlag. Den har även filmatiserats.
En animerad filmatisering premiärvisades i SVT2 den 5 januari 1980, under namnet "Odjuret och Alfons Åberg".

## Handling
En lördagskväll har Alfons svårt att sova. Han tänker tillbaka på vad som hände under dagen. Han spelade fotboll med sina vänner och råkade sparka bollen så högt och så långt att den kom bort. När de inte kunde hitta den började Alfons gräla på bollkallen, en oskyldig liten pojke med svart hår, och slog till honom. När Alfons tänker på det upptäcker han till sin stora skräck att ett odjur lurar under hans säng, under följande vecka försöker han hitta pojken och be om förlåtelse men pojken står inte att finna någonstans. Detta gör Alfons mycket orolig, och om kvällarna tror han fortfarande att odjuret finns kvar under sängen. Men så en dag när han tittar på medan vännerna spelar fotboll upptäcker han den saknade bollkallen, vilket gör att odjuret försvinner. När Alfons sedan möter bollkallen i affären följande lördag ber han om ursäkt och de två blir vänner igen.

### Fotnoter
1. ↑  ”Alfons och odjuret” (på engelska). Worldcat. 11 mars 1978. https://www.worldcat.org/title/is-that-a-monster-alfie-atkins/oclc/18383550&referer=brief_results. Läst 15 januari 2015.
2. ↑  ”Odjuret och Alfons Åberg”. Svensk mediedatabas. 5 januari 1980. http://smdb.kb.se/catalog/id/001690211. Läst 31 augusti 2012.